# Damián Ariel Escudero
Damián Ariel Escudero (Rosario, 20 d'abril de 1987) és un futbolista professional argentí que juga al Vitória Futebol Clube.

## Carrera de club
Escudero va néixer a Rosario, Santa Fe. Producte del sistema juvenil del Club Atlético Vélez Sarsfield, va debutar amb el primer equip en una derrota a domicili per 0-1 contra els Newell's Old Boys el 4 de març de 2006. Es va trobar al centre de una polèmica a finals d'any, quan el club es va negar a alliberar-lo a ell i a Mauro Zárate per al Campionat Sud-americà sub-20 de 2007.
Quan va començar l'edició 2007 de la Copa Libertadores, Escudero ja era una part dinàmica en els moviments d'atac de l'equip. Va ajudar a Vélez a arribar als vuitens de final del torneig, marcant quatre gols.
Escudero va tenir una temporada 2007–08 irregular, durant la qual el seu equip no va aconseguir la classificar per a la Copa Sudamericana. No obstant això, va marcar tres cops al Clausura, inclosa una contra Boca Juniors.
Per a 2008–09, Escudero va ser comprat pel Villarreal CF de la La Liga espanyola en un moviment de 12.000.000 dòlars. Va ser cedit ràpidament al Real Valladolid perquè la quota del seu club fora de la UE ja estava plena, apareixen poques vegades durant tota la campanya per lesió.
Escudero va tornar al Vila-real durant la 2009–10, però va continuar sent prohibit per Robert Pires i Santi Cazorla. La majoria de les seves aparicions es van deure a problemes de lesió d'aquest últim, i va marcar contra el Xerez CD el 14 de març de 2010 (victòria a casa per 2-0) després de jugar només sis minuts en el partit.
El juny de 2010, Escudero va ser venut a Boca Juniors, amb el Vila-real conservant el 50% dels drets del jugador. L'any següent va ser cedit al Grêmio Foot-Ball Porto Alegrense i va actuar sòlidament però, després que els dos clubs no poguessin posar-se d'acord sobre una quota de transferència per a un altre préstec, va tornar a Buenos Aires.
El gener de 2012, Escudero va tornar al Brasil signant un contracte d'un any amb el Clube Atlético Mineiro, que va pagar a Boca 700.000 dòlars. A part d'un període d'un any a la Liga MX mexicana amb el Puebla F.C. va continuar jugant al país els anys següents, amb l'Esporte Clube Vitória, CR Vasco da Gama i Cuiabá Esporte Clube.